# Napolitain (gâteau)
Pour les articles homonymes, voir Napolitain (homonymie).
Ne doit pas être confondu avec le Napolitain de Weiss et la tranche napolitaine.
Le Napolitain est une pâtisserie constituée d’une succession de trois génoises réalisées à base de gâteau éponge et de chocolat, surmontées d’un glaçage royal, lui-même saupoudré de vermicelles en chocolat. Il s’agit également d’une gamme de biscuits conçue durant l’année 1959 par l’entreprise française Vandamme, qui cédera ensuite à la marque LU en 1997, procédant ainsi à sa distribution à travers une soixantaine de pays dans le monde.
Attention à la présence d'alcool dans sa composition.

## Origine
Apparu en France au cours du XIXe siècle et présenté dès lors comme une pâtisserie à part entière, le Napolitain doit son inspiration au Spumone, un dessert glacé italien qui donnera lui-même naissance à la tranche napolitaine en région prussienne. Souvent confondu avec des homonymes culinaires, il est toutefois différent du Napolitain de Weiss et du Neapolitan cake, le premier étant un chocolat français et le second étant une variante australienne du gâteau marbré, confectionnée sur la base d’une triple couche de crème glacée puis recouverte d’un glaçage rose.

## Biscuit industriel

### Histoire
En 1959, les chefs de fabrication qui régissent l’ancienne usine de biscuits située à Choisy-le-Roi élaborent leur propre variété de gâteaux. Deux ans plus tard, le biscuit est commercialisé pour la première fois sur le territoire français par le biais de l’entreprise Vandamme depuis l’usine de fabrication localisée à Jussy. Les produits Napolitain seront ensuite intégrés à la marque LU en 1997. À ce jour, ils représentent environ 60 % de la production totale issue de l’usine de Jussy. Initialement mis au point afin d’être partagé, un format individuel est lancé en 1992, suivi par une édition miniature en 2006. Une sélection variée de parfums a ensuite vu le jour, à l’image de la gamme « Signature », placée en circulation sur le marché depuis 2013 et mise en œuvre avec la participation de l’auteure et pâtissière Élodie Martins,. La vaste majorité des annonces publicitaires de la marque, notamment diffusées entre les années 2000 et 2010, étaient reconnaissables par leur utilisation en fond musical d’une reprise de la chanson Solo tu (it) (1977) du groupe italien Matia Bazar.
En août 2017, une étude menée par 60 Millions de consommateurs révèle la présence de dioxyde de titane sous forme de nanoparticules logées dans une multitude de produits alimentaires, dont 12 % se trouvaient dans certains gâteaux Napolitain,. Colorant opacifiant utilisé pour les écritures apparaissant sur les biscuits de la gamme « Signature », l’additif E171 est ici pointé du doigt et remis en cause,. En septembre 2020, une explosion intervient sur une chaîne de production au sein de l’usine de Jussy, provoquant ainsi un incendie. Cet évènement interrompt la préparation des biscuits et une pénurie s’opère jusqu’en mars 2021, lorsque l’établissement réouvre ses portes à la suite d’une reconstruction massive, dont les frais s’élèvent à près de 50 millions d’euros. Toutefois, un autre incendie se déclare en juin de la même année, bien que la fabrication reprenne peu de temps après cette fois-ci.

### Informations nutritionnelles

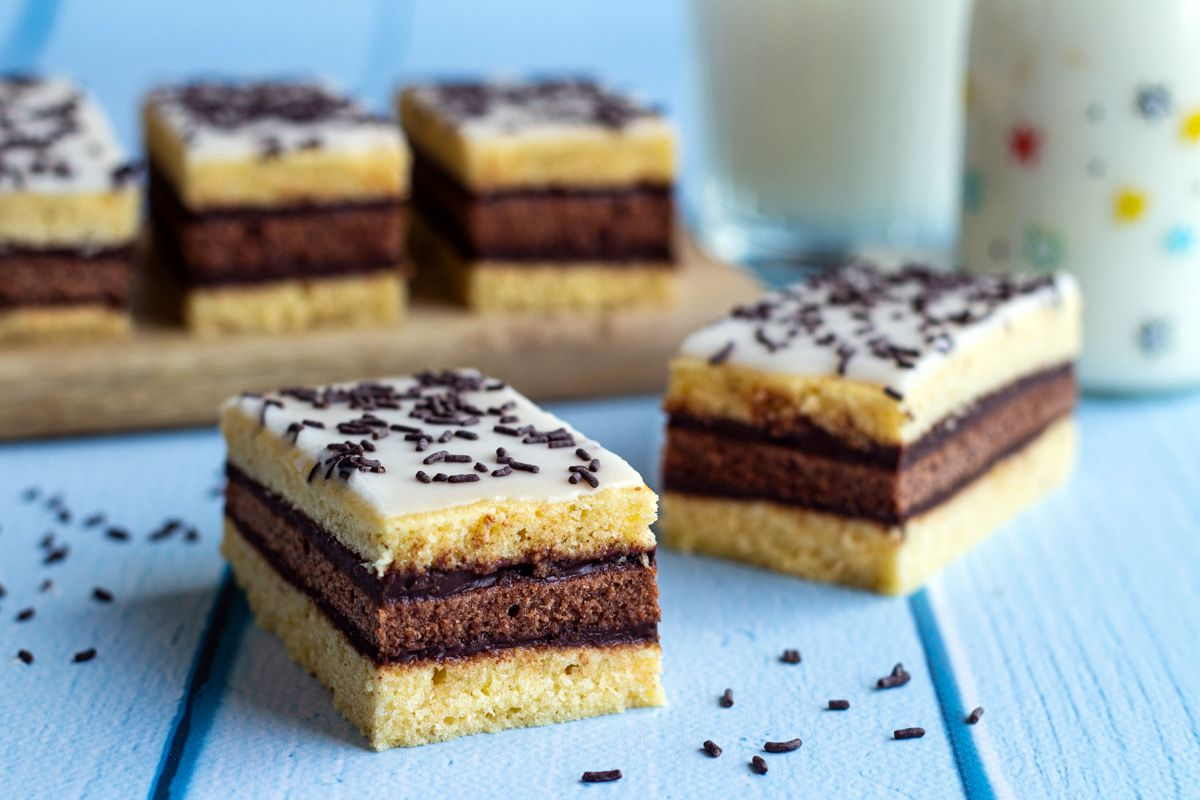
Portions individuelles de Napolitain.

### Déclinaisons
| Variété               | Couleur de l’emballage | Format      |
| --------------------- | ---------------------- | ----------- |
| Original              | Beige                  | Multiple,   |
| 3 chocolats           | Marron                 | Individuel, |
| Caramel beurre salé   | Marron clair           | Individuel  |
| Chocolat noix de coco | Bleu turquoise         | Individuel  |
| Fruits rouges         | Bleu ciel              | Individuel  |
| Mousse au chocolat    | Noir                   | Individuel  |
| « Carré fondant »     | Beige                  | À partager  |
| « Desserts fruités »  | Blanc                  | Individuel  |
| « Dolce vita »        | Marron                 | Individuel  |
| « Le gâteau choco »   | Marron foncé           | À partager, |

| Variété            | Couleur de l’emballage | Format      |
| ------------------ | ---------------------- | ----------- |
| Chocolat           | Marron foncé           | Individuel, |
| Chocolat framboise | Rose                   | Individuel, |
| Chocolat orange    | Orange                 | Individuel, |
| Chocolat poire     | Jaune                  | Individuel, |
| Chocolat praliné   | Vert                   | Individuel, |

| Aliment                   | Détail                                                  |
| ------------------------- | ------------------------------------------------------- |
| Farine de blé             | 24 %                                                    |
| Œufs                      | 7,5 %                                                   |
| Chocolat en poudre        | 6,5 %                                                   |
| Huile de palme            | –                                                       |
| Sirop de glucose-fructose | –                                                       |
| Stabilisants              | Glycérol et sorbitol                                    |
| Lactosérum en poudre      | Base de lait                                            |
| Amidons                   | –                                                       |
| Arômes                    | Alcool                                                  |
| Cacao maigre en poudre    | –                                                       |
| Huile de colza            | –                                                       |
| Poudres à lever           | Carbonates d’ammonium Diphosphates Carbonates de sodium |
| Beurre de cacao           | –                                                       |
| Sel                       | –                                                       |
| Graisse de karité         | –                                                       |
| Lait écrémé en poudre     | –                                                       |
| Émulsifiants              | E472b E472a Lécithines de soja E471 E473                |
| Épaississants             | Gomme xanthane                                          |
| Colorant                  | E160a                                                   |
| Beurre concentré          | –                                                       |
| Correcteurs d’acidité     | Citrates de sodium Acide citrique Acide tartrique       |
| Conservateur              | Sorbate de potassium                                    |

| Nutriment           | Quantité (pour 100 g) | Quantité (pour 30 g) | Apport (pour un adulte-type) |
| ------------------- | --------------------- | -------------------- | ---------------------------- |
| Valeur énergétique  | 1 795 kJ              | 539 kJ               | 6 % / 30 g                   |
| Valeur énergétique  | 429 kcal              | 129 kcal             | 6 % / 30 g                   |
| Matières grasses    | 20 g                  | 5,9 g                | 8 % / 30 g                   |
| Acides gras saturés | 8,9 g                 | 2,7 g                | 14 % / 30 g                  |
| Glucides            | 59 g                  | 18 g                 | 7 % / 30 g                   |
| Sucres              | 33 g                  | 9,8 g                | 11 % / 30 g                  |
| Fibres alimentaires | 1,9 g                 | 0,6 g                | –                            |
| Protéines           | 4,4 g                 | 1,3 g                | 3 % / 30 g                   |
| Sel                 | 0,26 g                | 0,08 g               | 2 % / 30 g                   |

| Type        | Note |
| ----------- | ---- |
| Éco-score   | D    |
| NOVA        |      |
| Nutri-score |      |

### Identité visuelle
|                 |
| Utilisé en 1997 |

|                 |
| Utilisé en 2004 |

|                 |
| Utilisé en 2005 |

|                 |
| Utilisé en 2008 |

|                 |
| Utilisé en 2011 |

|                      |
| Utilisé actuellement |